# Тужа-Шльонська
Тужа-Шльонська (пол. Turza Śląska) — село в Польщі, у гміні Ґожице Водзіславського повіту Сілезького воєводства.
Населення — 3352 особи (2011).
У 1975-1998 роках село належало до Катовицького воєводства.

## Демографія
Демографічна структура станом на 31 березня 2011 року:
|          | Загалом | Допрацездатний вік | Працездатний вік | Постпрацездатний вік |
| -------- | ------- | ------------------ | ---------------- | -------------------- |
| Чоловіки | 1632    | 315                | 1120             | 197                  |
| Жінки    | 1720    | 357                | 1001             | 362                  |
| Разом    | 3352    | 672                | 2121             | 559                  |